# Константин Коцев (офицер)
Константин Димитров (Иванов) Коцев е български офицер, генерал-майор, участник в Балканската (1912 – 1913) и Междусъюзническата война (1913), командир рота от 33-ти пехотен свищовски полк през Първата световна война (1915 – 1918).

## Биография
Константин Коцев е роден на 26 ноември 1891 г. в Никопол, Княжество България. През 1912 г. завършва Военното на Негово Княжеско Височество училище и на 2 август е произведен в чин подпоручик. Взема участие в Балканската (1912 – 1913) и Междусъюзническата война (1913). На 2 август 1914 г. е произведен в чин поручик.
През Първата световна война (1915 – 1918) поручик Коцев е командир на рота от 33-ти пехотен свищовски полк, за която служба съгласно заповед № 679 от 1917 г. „за бойни отличия през войната“ е награден с Военен орден „За храброст“, IV степен, 2 клас, а съгласно заповед № 355 от 1921 г. за същата служба е награден с Военен орден „За храброст“]], IV степен, 1 клас На 20 юли 1917 г. е произведен в чин капитан.
Служи в 4-ти пехотен плевенски полк, 22-ри пехотен тракийски полк. На 27 ноември 1923 г. е произведен в чин майор. Служи в щаба на армията и като адютант на 1-ви пехотен софийски полк. На 5 декември 1927 г. е произведен в чин подполковник, а от следващата година е на служба във Военното училище.
От 1932 г. подполковник Коцев е на служба към канцеларията на Министерството на войната, след което от 1934 г. служи в 6-и пехотен търновски полк, след което от 1935 г. служи в Школата за запасни офицери. На 18 юли 1937 г. е произведен в чин полковник, а от 1939 г. поема командването на 9-а пехотна плевенска дивизия, на която служба е до 1940 г., когато е произведен в чин генерал-майор и уволнен от служба.
Генерал-майор Константин Коцев умира през 1953 г. и е погребан в Централните софийски гробища.

## Военни звания
- Подпоручик (2 август 1912)
- Поручик (2 август 1914)
- Капитан (20 юли 1917)
- Майор (27 ноември 1923)
- Подполковник (5 декември 1927)
- Полковник (18 юли 1937)
- Генерал-майор (1940)

## Награди
- Военен орден „За храброст“, IV степен, 2 клас (1917)
- Военен орден „За храброст“, IV степен, 1 клас (1921)

## Образование
- Военно на Негово Княжеско Височество училище (до 1912)